# آنترافنین
آنترافنین (Stakane) دارویی از مشتقات فنیل‌پیپرازین است که در سال ۱۹۷۹ اختراع شد. این دارو به عنوان یک داروی ضد درد و ضد التهاب با اثربخشی مشابه ناپروکسن عمل می‌کند، اما به‌طور گسترده‌ای مورد استفاده قرار نمی‌گیرد زیرا تا حد زیادی با داروهای جدیدتر جایگزین شده‌است.

## همچنین ببینید
- فنیل‌پیپرازین